# Schünow

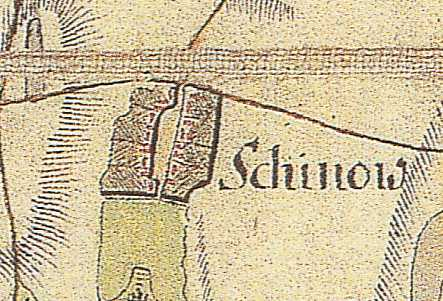
Schünow auf dem Schmettauschen Kartenwerk von 1767 bis 1787

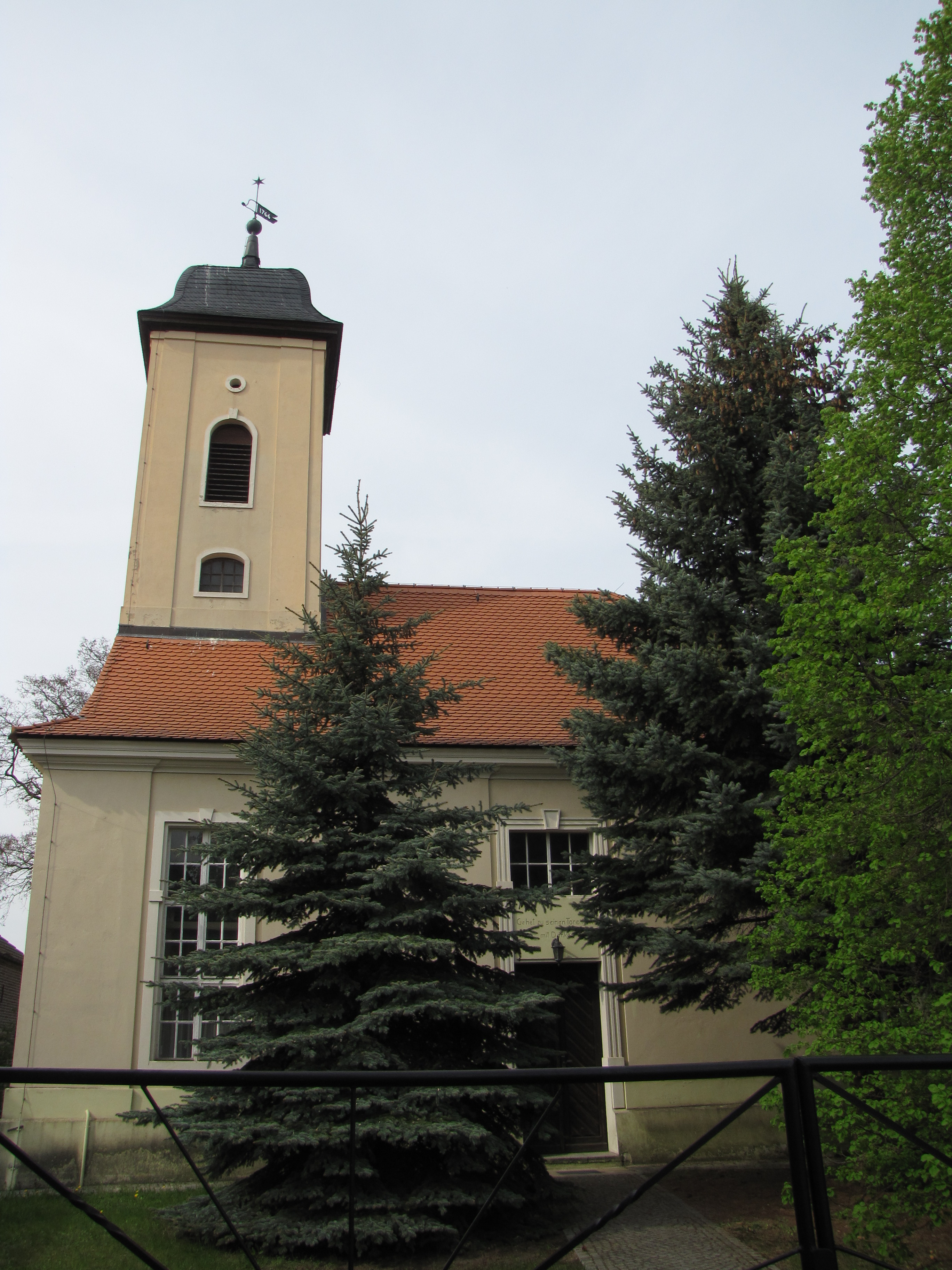
Dorfkirche Schünow

Schünow ist ein Ortsteil der Stadt Zossen im Landkreis Teltow-Fläming (Brandenburg). Schünow wurde 1997 zunächst nach Glienick eingegliedert. Nach der Eingliederung der (Groß-)Gemeinde Glienick in die Stadt Zossen 2003 erhielt Schünow wiederum Ortsteilstatus.

## Geographische Lage
Schünow liegt im südwestlichen Teil des Stadtgebietes von Zossen und etwa 19 km von der südlichen Stadtgrenze von Berlin entfernt. Die B 246 führt durch den Ort hindurch. Die Gemarkung von Schünow grenzt im Westen an Nunsdorf, im Norden an Glienick, im Osten an Horstfelde, alle drei Orte sind Ortsteile der Stadt Zossen, und im Süden an Saalow und Gadsdorf, beide Orte sind Ortsteile der Gemeinde Am Mellensee. Die Gemarkung hat 814 ha.

## Geschichte
Schünow wird erstmals in einer Urkunde von 1541 erwähnt. Das bisher häufig zu findende Ersterwähnungsdatum 1346 beruht auf einer falsch datierten Urkunde. 1541 gehörte das Dorf zum kurfürstlich-brandenburgischen Amt Zossen, das nach dem Erwerb der Herrschaft Zossen durch den brandenburgischen Markgrafen Johann Cicero 1490 aus der Herrschaft Zossen gebildet worden war. Der Ortsname ist nach Gerhard Schlimpert vermutlich deutschen Ursprungs, zu mnd. schune = bäuerliches Wirtschaftsgebäude. Der Name wäre damit als Siedlung bei einer Scheune zu interpretieren. Auch eine Ableitung aus dem Slawischen wäre denkbar, ist jedoch aufgrund der späten Belege nicht weiter zu deuten. Das Dorf war ursprünglich ein Sackgassendorf.
1571 war das Dorf mit Ober- und Untergericht, Zinsen und Pächte, Dienste der Bauern und Kossäten (ausgenommen nur die Burgdienste) sowie dem Patronat an die v. Otterstedt zu Dahlewitz weiter verliehen worden. Das Dorf blieb im Otterstedt'schen Familienbesitz bis mindestens 1644. Bereits vor dem Jahr 1652 hatte bis 1663 hatte der Amtsschreiber Schröder diesen Besitz inne. Danach fiel dieser Besitztitel wieder an das Amt Zossen zurück. 1583 saßen zehn Hüfner und neun Kossäten im Dorf. 1624 wird erstmals die Hufenzahl genannt; 40 Hufen. Die Zahl der Kossäten hatte sich auf vier reduziert. Es waren eine Hirte und ein Laufschmied im Dorf wohnhaft. 1711 werden wieder 10 Bauern, aber nur noch drei Kossäten genannt. 1745 wird erstmals der Krug und ein Forsthaus erwähnt. 1755 war der Lehnschulze und Braukrüger ein Großbauer mit sechs Hufen. Ein Bauer hatte fünf Hufen unter dem Pflug, fünf Bauern je vier Hufen und drei Bauern je drei Hufen. Der Küster war zugleich auch Garnweber, außerdem werden ein Schneider und ein Böttcher genannt. 1771 zählte man im Dorf 13 Giebel. 1801 gab es eine Windmühle im Ort. 1840 hatte der Ort 22 Wohnhäuser. Bereits vor 1860 war eine Ziegelei auf der Gemarkung eingerichtet worden. Außerdem wird von einer Leinölfabrik und einer Getreidemühle berichtet. Es gab drei öffentliche Gebäude, 24 Wohngebäude und 49 Wirtschaftsgebäude. 1900 war der Ort auf 48 Wohnhäuser angewachsen. Auch 1939 wurden 48 Wohnhäuser gezählt. Nach dem Zweiten Weltkrieg wurden 112 ha, die zum Berlin Stadtgut Werben gehörten, enteignet. 1953 wurde ein LPG Typ III mit 13 Mitgliedern und 163 ha landwirtschaftlicher Nutzfläche gebildet. 1961 hatte die LPG 43 Mitglieder und 451 ha Nutzfläche. 1972 wurde die LPG mit der Kooperativen Abteilung Pflanzenproduktion in Nächst Neuendorf zusammengelegt.
Bevölkerungsentwicklung von 1583 bis 2006 (bis 1971 aus dem Historischen Ortslexikon, ab 1981 aus dem Historischen Gemeindeverzeichnis)

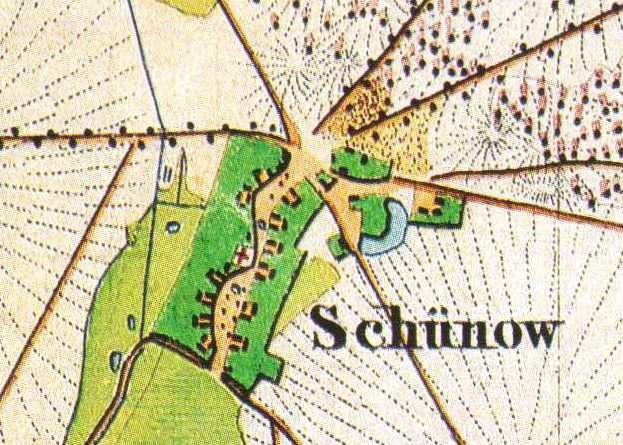
Schünow auf dem Urmesstischblatt von 1840

| Jahr | Einwohner                          |
| ---- | ---------------------------------- |
| 1583 | ca. 80–100 (10 Bauern, 9 Kossäten) |
| 1734 | 104                                |
| 1772 | 101                                |
| 1801 | 101                                |
| 1817 | 117                                |
| 1840 | 156                                |
| 1858 | 183                                |
| 1895 | 250                                |
| 1925 | 290                                |
| 1939 | 287                                |
| 1946 | 384                                |
| 1964 | 275                                |
| 1971 | 255                                |
| 1981 | 235                                |
| 1991 | 214                                |
| 1996 | 233                                |
| 2006 | 305                                |

### Politische Zugehörigkeit
Schünow gehörte bis 1490 zur Herrschaft Zossen, die in diesem Jahr vom brandenburgischen Markgrafen Johann Cicero erworben wurde. Er wandelte die Herrschaft 1491 in ein Amt um, das bis 1872 bestand. Das Amt Zossen kam um 1600 zum Beritt Teltow, später Kreis Teltow genannt. Innerhalb des Kreises Teltow gehörte das Amt Zossen zum sogenannten Ämterkreis. Mit der Kreisreform von 1952 und der Zerschlagung der alten Kreise kam Schünow zum Kreis Zossen, der 1993 mit den Kreisen Luckenwalde und Jüterbog zum Landkreis Teltow-Fläming zusammengelegt wurde. Mit der Reform der brandenburgischen Kommunalverfassung kam Schünow 1992 zum Amt Zossen, das 2003 wieder aufgelöst wurde. Noch während der Verwaltung durch das Amt Zossen bildete Schünow zusammen mit Horstfelde und Glienick die neue (Groß-)Gemeinde Glienick. 2003 wurde die (Groß-)Gemeinde Glienick in die neue amtsfreie Stadt Zossen eingegliedert. Sie wehrte sich zunächst mit einer Kommunalverfassungsbeschwerde gegen die Eingliederung, da die Gemeindevertretung einen Zusammenschluss mit der Stadt Ludwigsfelde beschlossen hatte. Diesem Eingliederungsvertrag war jedoch vom Ministerium des Innern nicht stattgegeben worden. Die Kommunalverfassungsklage wurde jedoch 2005 endgültig abgewiesen. Schünow wurde ein Ortsteil der Stadt Zossen. Der Ortsbeirat des Ortes Schünow besteht aus aktuell zwei Mitgliedern: 1. Vorsteherin: Regina Pankrath und ihrem Stellvertreter, Kai Lietz,

### Kirchliche Geschichte
Schünow war ursprünglich Mutterkirche, seit 1681 Tochterkirche von Glienick. 1755 hatte der Prediger drei Hufen, und zum Unterhalt der Kirche war Ackerland vorhanden. Die Kirche selbst wurde vermutlich 1765 neu errichtet und 1928 erneuert. Die beiden Glocken stammen aus dem 15. bzw. 16. Jahrhundert.

## Denkmale

### Baudenkmale
Die Denkmalliste des Landes Brandenburg für den Landkreis Teltow-Fläming (Stand: 31. Dezember 2011) verzeichnet nur ein Baudenkmal.
Die Dorfkirche Schünow ist eine Saalkirche, die von 1765 bis 1767 erbaut wurde. Im Innern steht ein Kanzelaltar aus der Bauzeit der Kirche.

### Bodendenkmale
In der Denkmalliste sind drei Bodendenkmale aufgelistet:
- Flur 3: der Dorfkern aus dem Mittelalter und der Neuzeit, eine Siedlung der Bronzezeit
- Flur 1: ein Hügelgräberfeld der Bronzezeit
- Flur 3: eine Siedlung der Eisenzeit

## Anmerkung
1. ↑  1346 als Jahr der Ersterwähnung beruht auf der falschen Datierung der Meißner Bistumsmatrikel. Diese Urkunde wird nach der neueren Forschung auf das Jahr 1495 datiert; vgl. Winfried Schich: Ersterwähnungen und Ortsjubiläen. Betrachtungen zur brandenburgischen Siedlungsgeschichte – Vortrag auf dem „Tag der brandenburgischen Orts- und Landesgeschichte“ am 6. November 2005 in Potsdam.